# 丸文
丸文株式会社（まるぶん、英: MARUBUN CORPORATION）は、東京都中央区に本社を置く半導体・システム機器を取り扱うエレクトロニクス商社。

## 企業理念
- 丸文パーパス（当社の存在意義）：

　テクノロジーで、よりよい未来の実現に貢献する
- 丸文ビジョン（当社の目指す姿）：

　独自の価値を提供するオンリーワンのエレクトロニクス商社として最も信頼される存在となる
- 丸文ミッション（当社の日々の取り組み）：

　「先見」と「先取」の精神のもと、人と技術とサービスで 社会とお客様の課題を解決する
- 丸文バリュー（当社が大切にしている信条、価値観）：

　「誠実で透明な経営」「健全な経営活動の実践」「社会との調和」「環境保全への貢献」   「お客様の満足の向上」「企業リスクの適切な管理」「人権の尊重」「働きやすい職場づくり」

## 沿革
- 1844年 -　現本社所在地で呉服問屋「堀越」（屋号「丸文」）を創業、のち生糸の輸出業および洋反物の輸入業を併営
- 1897年 -　呉服問屋を停止し、資産管理を目的に堀越事務所を設立
- 1928年 -　資産保全のため堀越合資会社を設立
- 1946年 -　機械器具および日用雑貨類の販売を目的に中善商事株式会社を設立
- 1947年 -　堀越合資会社と中善商事株式会社とが合併し、新しく丸文株式会社を資本金703万円で設立
- 1948年 -　機械器具・日用雑貨類を中心に輸出入業務を開始
- 1949年 -　東京通信工業株式会社（現ソニー株式会社）と折半で丸泉株式会社を設立
- 1952年 -　Rocke International, Inc.社と代理店契約を締結し、米国製機器の輸入販売を開始
- 1957年 -　Ampex Corp.社と販売代理店契約を締結し計測機器の取扱開始。その後、光学機器、分析機器等の外国製機器の輸入販売を順次開始
- 1958年 -　輸入機器の技術サービス業務を開始
- 1958年 -　Texas Instruments, Inc.社（トランジスタ、ダイオード、半導体）の取扱開始
- 1961年 -　金沢支店を分離独立させ、丸文金沢株式会社（現：丸文通商株式会社）を設立
- 1964年 -　宇宙・航空関連機器、レーザ機器の取扱開始
- 1965年 -　Texas Instruments, Inc.社製集積回路を輸入し、日本国内へ販売
- 1967年 -　産業機器、分析機器関連事業を新たに開始
- 1968年 -　米国駐在事務所を設置
- 1969年 -　半導体専門の営業部門としてIC班を設置
- 1970年 -　「創業125周年記念丸文エレクトロニクスショー」を開催
- 1974年 -　宇宙開発事業団（現JAXA) 第１回打上げプロジェクトに参画
- 1980年 -　日本テキサス・インスツルメンツ株式会社（半導体製品）と販売代理店契約締結
- 1982年 -　セイコーエプソン株式会社（IC製品）と販売代理店契約締結
- 1982年 -　ファウンドリービジネスを開始（ゲートアレイ事業を開始）
- 1983年 -　米国事務所をMarubun USA Corporationとして分離独立
- 1984年 -　日本モトローラ株式会社との取引を開始し、半導体関連商品の取扱いを拡充
- 1985年 -　物流機能強化のため、南砂物流センターを設置
- 1988年 -　Marubun Electronics (S) Pte Ltd.を設立し、アジア展開を開始
- 1989年 -　台湾丸文股份有限公司 (Marubun Taiwan, Inc.) を設立
- 1990年 -　当社の長年の輸入貢献により、堀越善雄会長（当時）が英国の大英勲章第四位を受賞
- 1994年 -　香港丸文有限公司を設立
- 1997年 -　東京証券取引所市場第二部上場
- 1997年 -　「財団法人丸文研究交流財団」（現：丸文財団）を設立
- 1998年 -　Marubun/Arrow Asia, Ltd.を設立し、米国Arrow Electroics社と合弁事業を開始
- 1999年 -　Marubun/Arrow USA, LLC.を設立
- 1999年 -　株式会社フォーサイトテクノを設立
- 2001年 -　東京証券取引所市場第一部上場
- 2001年 -　ISO14001認証取得
- 2005年 -　神戸支店を分離独立させ、丸文ウエスト株式会社を設立
- 2007年 -　ISO9001認証取得
- 2013年 -　丸文通商株式会社が株式会社北信理化を子会社化
- 2015年 -　丸文通商株式会社が株式会社池田医療電機を子会社化
- 2016年 -　株式会社ケィティーエルを子会社化
- 2017年 -　Marubun Arrow Europe Kft.を設立
- 2018年 -　株式会社ケィティーエルを吸収合併
- 2019年 -　丸文通商株式会社が株式会社北信理化を吸収合併
- 2022年 -　東京証券取引所の市場第一部からプライム市場に移行

## 事業内容
- 半導体や電子部品、電子応用機器など先端エレクトロニクス製品を、電機・電子メーカーをはじめとするお客様に提供。
- コンサルテーションから設計開発支援、機器の据え付け、保守メンテナンスまで、一貫した技術サポートが強み。
- 米国Arrow Electronics, Inc.（米国）との合弁で海外展開。

## 主な取扱い商品
- デバイス事業：半導体・電子部品のディストリビューション事業
- システム事業：電子機器およびシステムの販売・保守サービス事業
- アントレプレナ事業：先端ソリューションの開発・販売・保守サービス事業

## 関係会社

### 日本
- 丸文通商株式会社
- 丸文ウエスト株式会社
- 株式会社フォーサイトテクノ

### アジア
- Marubun Taiwan, Inc.
- Marubun/Arrow Asia, Ltd.
- Marubun/Arrow（S)  Pte Ltd.
- Marubun/Arrow（HK) Ltd.
- Marubun Arrow（Thailand)  Co.,Ltd.
- Marubun/Arrow（Phils), Inc.
- Marubun Arrow（M) Sdn Bhd.
- Marubun/Arrow Electronics （Shenzhen） Co.,Ltd.
- PT. Marubun Arrow Indonesia

### 北米
- Marubun USA Corporation
- Marubun/Arrow USA, LLC.
- Marubun-Arrow Mexico, S. de R.L. de C.V.